# Phố Hàng Bông
Phố Hàng Bông hiện nay (tiếng Pháp: Rue du Coton) là một phố nối phường Hàng Gai qua phường Hàng Bông đến phường Cửa Nam, quận Hoàn Kiếm, trong khu phố cổ Hà Nội, chạy từ ngã tư Hàng Bông–Hàng Gai–Hàng Trống–Hàng Hòm đến cửa ô Cửa Nam, dài 932 mét. Bên dãy lẻ của phố kết thúc ở số nhà 223, đoạn giao nhau vườn hoa Cửa Nam giữa phố Hàng Bông với phố Tràng Thi, Thợ Nhuộm; bên dãy chẵn của phố kéo dài đến số nhà 254, góc tiếp giáp với phố Đình Ngang là phố ngắn thứ nhì ở Hà Nội (dài 54 mét, sau phố Hồ Hoàn Kiếm dài 52 mét).

## Vị trí
Phố Hàng Bông không cao lắm, tuy nhiên các phố chạy cắt ngang (Hàng Trống, Hàng Hòm, Hàng Mành, Lý Quốc Sư, ngõ Tạm Thương, phố Đường Thành, Phủ Doãn, Quán Sứ, Hàng Da, ngõ Hội Vũ, phố Phùng Hưng, Thợ Nhuộm, ngõ Hàng Bông) lại dốc xuống nên phố ít bị ngập. Những cơn mưa to (như năm 2008) phố cũng chỉ bị ngập một chút rồi nước rút đi rất nhanh.
Hàng Bông thế kỷ 20 là một trong số những tuyến phố Hà Nội gắn liền với tàu điện (trước năm 1991). Do đặc tính của đường ray tàu điện nổi lên trên mặt đường nên đây cũng là nguyên nhân gây ra nhiều tai nạn giao thông thời kỳ đó ở phố Hàng Bông nói riêng và ở Hà Nội nói chung.

## Lịch sử

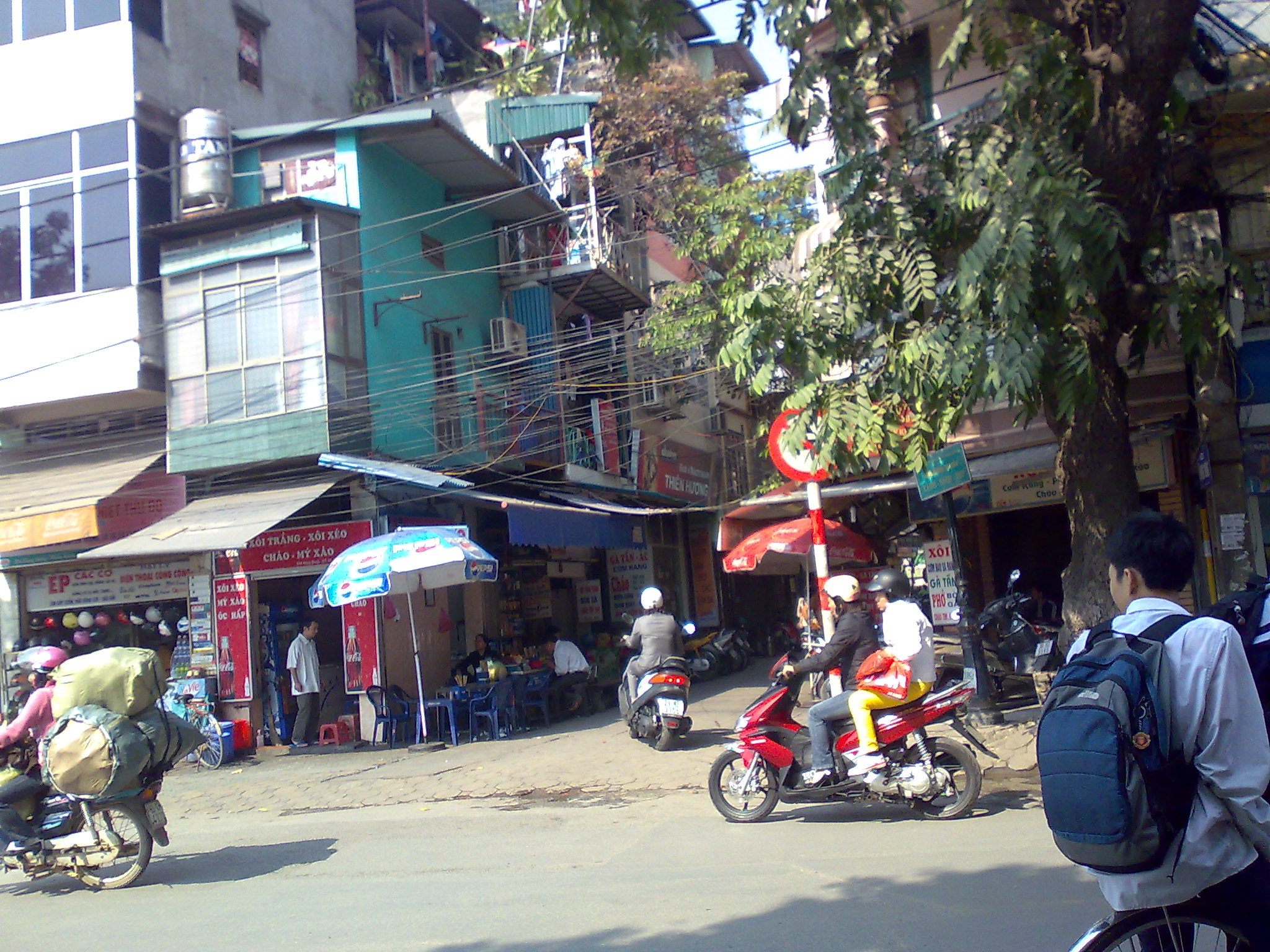
Ngõ Cấm Chỉ xưa, nay là ngõ Hàng Bông, phần của đoạn phố ẩm thực Hà Nội

Hàng Bông trước kia gồm nhiều đoạn phố, có tên riêng:

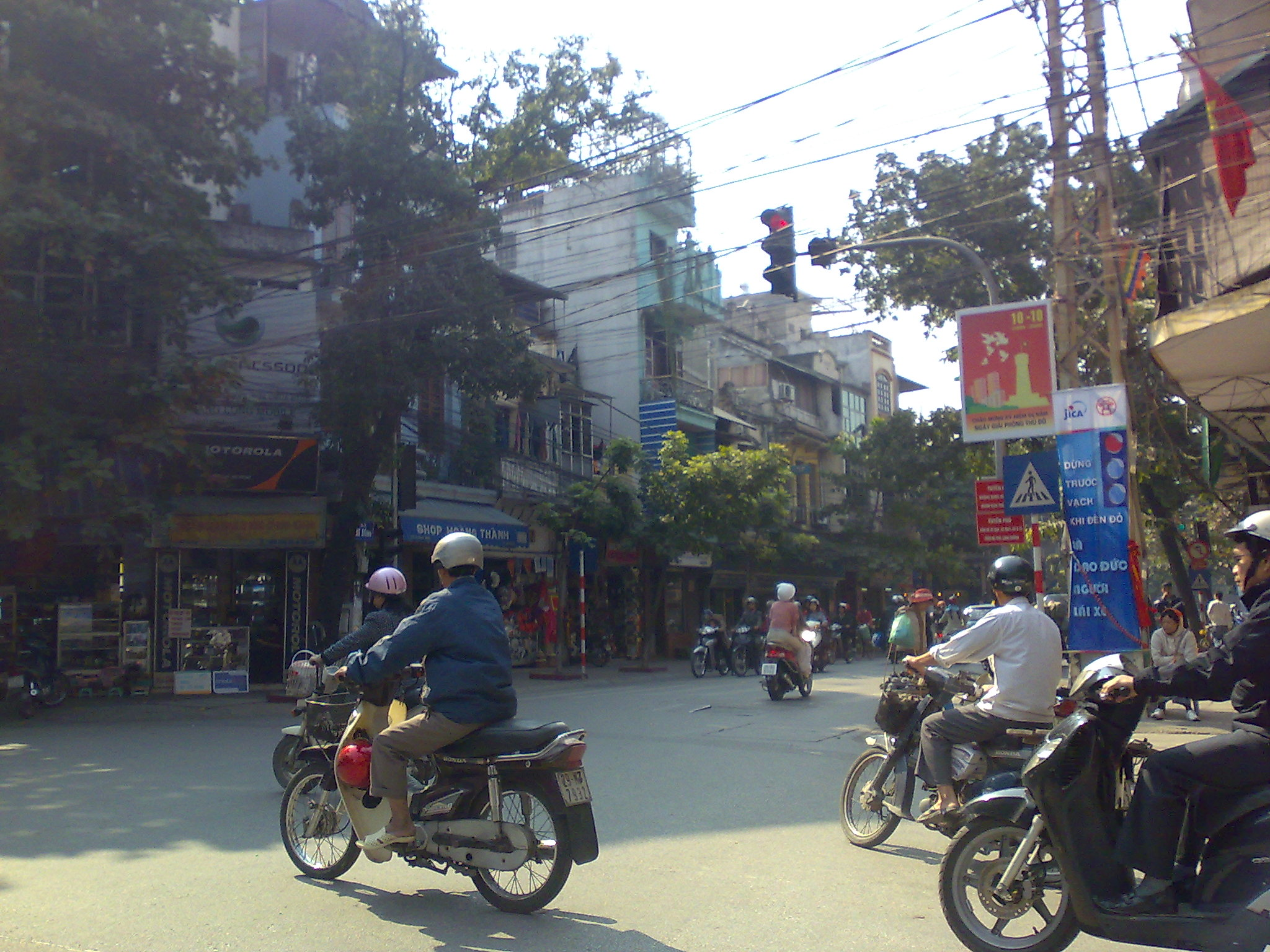
Đầu Hàng Bông, đoạn giáp với Hàng Trống, trước cửa đình Kim Cổ

- Hàng Hài, còn có tên gọi trong dân gian là Hàng Bông Hài[3] ở trên đất thôn Cổ Vũ (thôn này từ giữa thế kỷ 19 hợp nhất với thôn Kim Bát thượng thành thôn Kim Cổ), đoạn từ phố Hàng Gai đến phố Hàng Mành: có những cửa hàng bán giày hài, nón, đồ thờ điện bằng giấy. Hài thật có đế bằng gỗ vông, mũi bằng lụa thêu kim tuyến. Hài giả bằng giấy ngũ sắc trang kim dùng cho việc thờ cúng. Đoạn phố này có đền Phúc Hậu thờ ông tổ nghề tráng gương nên còn được gọi là Hàng Gương.
- Hàng Bông Đệm trên đất thôn cũ Kim Bát Hạ, đoạn từ đầu Hàng Mành đến phố Hàng Da: có nhiều nhà làm nghề bật bông, bán mền bông, chăn đệm. Cả hai thôn Kim Bát thượng và hạ đều thuộc tổng Tiền Túc, huyện Thọ Xương; tới giữa thế kỷ 19, tổng này đổi thành Thuận Mỹ.[2]
- Hàng Bông Cây Đa Cửa Quyền, trên đất mấy thôn cũ Đông Mỹ – Thương Môn Đông Hạ, đoạn từ góc Hàng Da–Quán Sứ đến ngõ Hội Vũ, có ngôi miếu nhỏ thờ Cô Quyền, cạnh miếu có cây đa cũng gọi cây đa Cô Quyền hoặc cây đa Cửa Quyền, hiện ngôi miếu đã bị sét đánh đổ và cây đa bị đốn. Hiện có những cửa hàng cho thuê xe ô tô con tập trung ở đoạn phố này.[4]
- Hàng Bông Lờ, từ ngõ Hội Vũ đến Cửa Nam, đất thôn cũ Yên Trung Hạ, tổng Tiền Nghiêm (sau là Vĩnh Xương): bán các loại đó, đơm, lờ đánh cá. Xưa hơn nữa thì nơi đây chuyên nhuộm màu xanh nên có tên là phố Hàng Lam[2]
- Hàng Bông Thợ Nhuộm, gọi tắt là Hàng Bông Nhuộm, đoạn phố ngắn cuối phố Hàng Bông trông ra cạnh phía đông của vườn hoa Cửa Nam trên đất thôn cũ Đông Mỹ. Hồi đầu thế kỷ 20, người phố này gốc làng Huê Cầu và Liêu Xá (huyện Yên Mỹ, Hải Hưng) có nghề nhuộm thâm các loại vải lụa.

- Ngõ Hàng Bông: chạy từ phố Tống Duy Tân đến cuối phố Hàng Bông giáp Cửa Nam, là một phần của khu phố Ẩm thực. Ngõ này thời Pháp tên là phố Lôngđơ (Rue Lhonde). Sau năm 1945 đổi là phố Cấm Chỉ. Đến năm 1964, đổi là ngõ Hàng Bông Lờ, và hiện nay là ngõ Hàng Bông. Tên "Cấm Chỉ" có nhiều giải thích:
  - Đây là lối đi vào Dương mã thành, tức là một mang cá của cửa Đông Nam, cấm không cho một ai đi lại khi đã có trống, chuông thu không (chiều tối).
  - Chúa Chổm (nhà Lê) ra chỉ cấm không cho những người đòi nợ đi qua đấy đòi nợ tiếp. (Sự tích câu "Nợ như Chúa Chổm")[5]

Lần ngược lịch sử xa hơn nữa về thời chúa Trịnh, phố Hàng Bông nằm trong quần thể vương phủ của chúa Trịnh Tùng, khởi dựng vào năm 1595. Thời đó vương phủ gồm 52 cung, phủ, điện, đài, vườn ngự uyển, hồ, trại lính, trải từ Cửa Nam, Hàng Bông, vòng Bà Triệu tới hồ Hale, có 3 cửa chính: cửa chính nam là phố Bà Triệu, Tuyên Vũ Môn (có Ngũ Long Lầu, cao 70m, là Bưu điện Hà Nội ngày nay) và Diệu Đức (thông ra phố Cửa Nam).

Khoảng năm 1781, Hải Thượng Lãn Ông Lê Hữu Trác lên kinh chữa bịnh cho chúa Trịnh Sâm và thế tử Trịnh Cán đã đi qua phố Hàng Bông. Trong Thượng kinh ký sự, ông chép vào thành qua cửa Vũ Quan: 
"từ cửa cung Khánh Thụy qua đình Quảng Minh, rồi qua cửa Đại Hưng, theo đường phía hữu (bên phải) đi hơn nửa dặm nữa thì đến dinh quan Chính Đường".

 Đoạn đường rẽ tay phải này nhiều khả năng chính là phố Hàng Bông ngày nay.

## Văn hóa

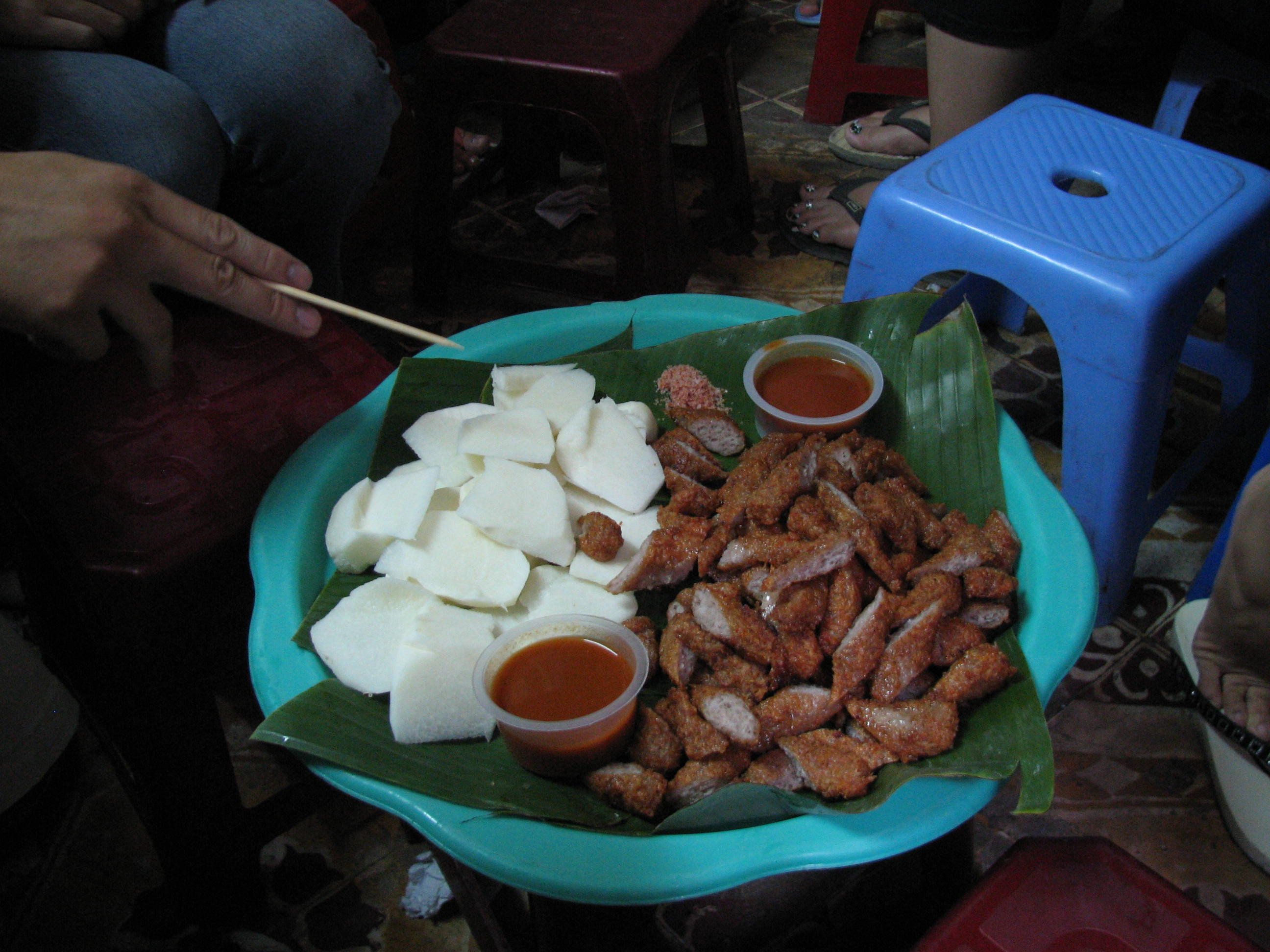
Nem chua nướng Hàng Bông, tháng 8 năm 2007.

Phố Hàng Bông về đêm được thanh niên, học sinh rất thích tụ họp vì ở đây (góc ngã ba Hàng Bông–ngõ Tạm Thương) có món nem chua rán, nem chua nướng rất hợp túi tiền và khẩu vị tuổi trẻ. Cuối phố, bên dãy phải (nhà số chẵn) có cửa hàng bánh ngọt rất nổi tiếng, nơi tập trung nhiều khách tây ba lô. Vào những dịp lễ hội, phố này là một nơi tập trung bán cờ, áo phông có in hình để cổ động.
Phố Hàng Bông cuối thế kỷ 20, đầu thế kỷ 21 đang dần là một phố tập trung nhiều cửa hàng thời trang sang trọng nhất Hà Nội, vượt các phố Hàng Đào, phố Lương Văn Can, Trần Nhân Tông.Ngày nay con phố này cũng là cảm hứng cho sự hình thành của khách sạn Silk Path (khách sạn 4 sao gồm 106 phòng, nằm ở đoạn cắt phố Hàng Bông – Phùng Hưng).

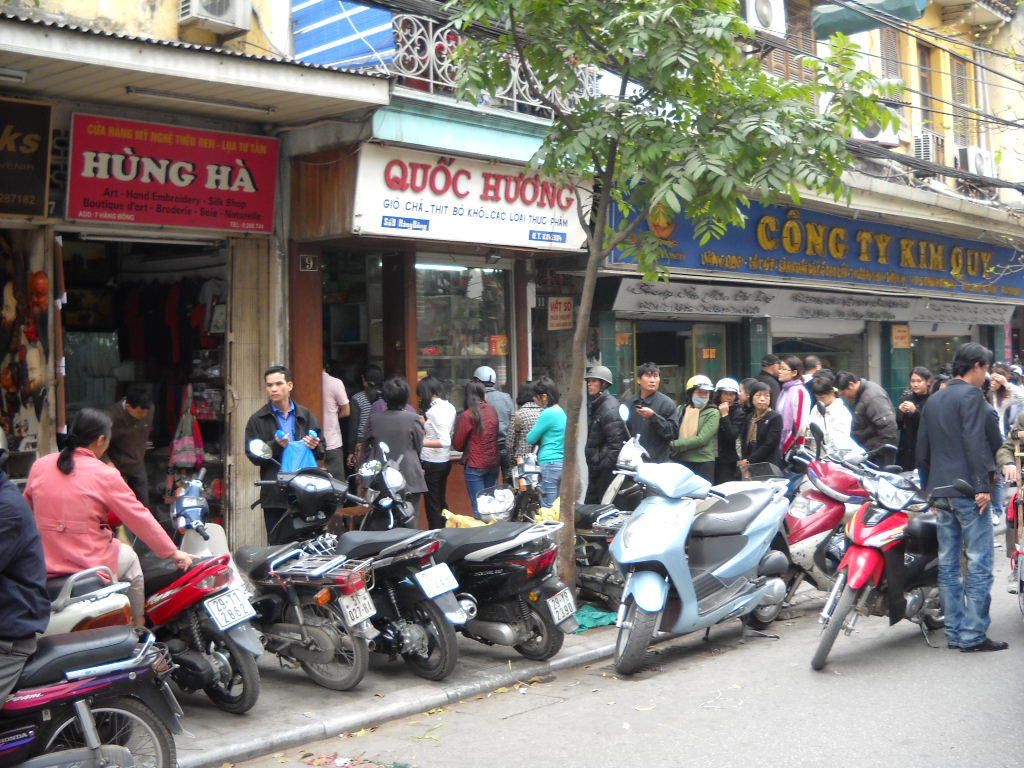
Xếp hàng (thời bao cấp gọi là xếp gạch) mua hàng Tết tại phố Hàng Bông, tháng 2 năm 2010.

Một đoạn phố Hàng Bông năm 2006.

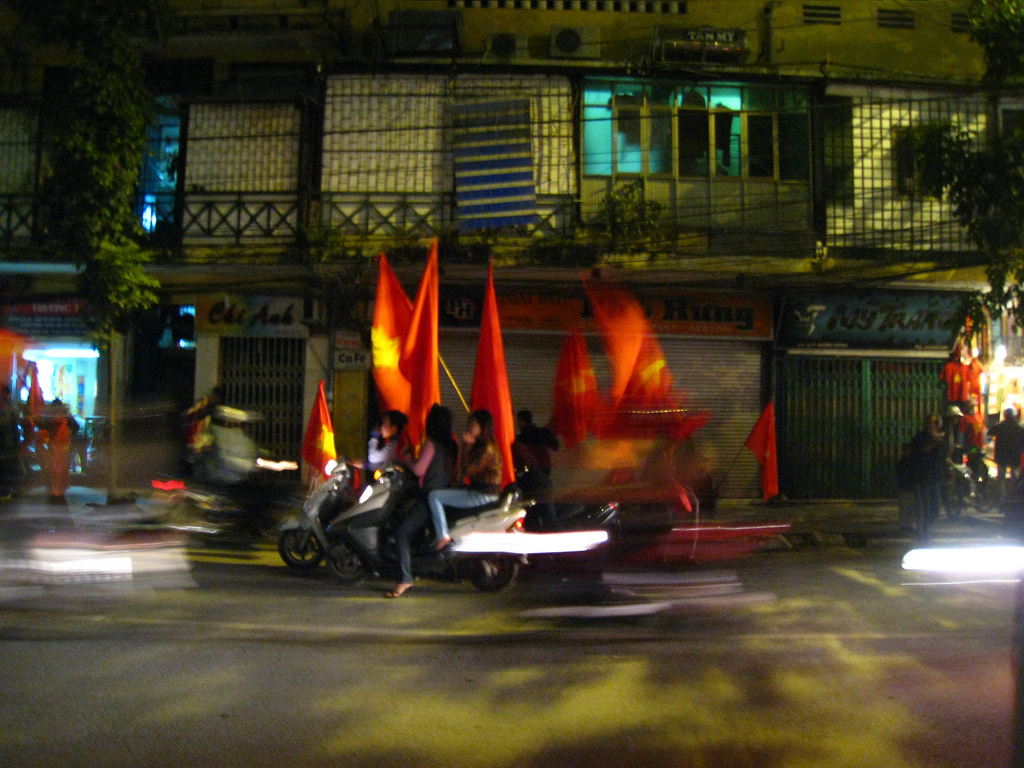
Cờ quạt cổ vũ bóng đá tháng 12 năm 2008.

Tại đây đã từng có một số phòng trà ca nhạc, là nơi tụ tập của dân văn nghệ sĩ. Trong hồi ký của mình, Phạm Duy viết:
| “ | Quán Nghệ sĩ ở đường Bờ Hồ, do tay violonist số một là Nguyễn Văn Giệp điều khiển. Có nam ca sĩ Mai Khanh thường tới hát bài Bên hồ liễu. Nữ ca sĩ Bùi Thị Thái, người vợ tương lai của ông Quản Liên, trưởng ban Quân nhạc Lính Khố Xanh thì chuyên hát bài Con chim lạc bạn. Thỉnh thoảng có Dương Thiệu Tước tới đánh guitare hawaienne và có Thẩm Oánh tới để làm xướng ngôn viên. Ở phố Hàng Bông, có phòng trà Thăng Long với các nhạc sĩ Đỗ Thế Phiệt, Nguyễn Khắc Cung, Lương Ngọc Châu, Vũ Anh Thường. Tại phố Hàng Bông Thợ Nhuộm, có phòng trà Tuyết Sơn với Vũ Thành thổi sáo. Trong đám nam ca sĩ lúc đó, tôi cho rằng Kim Tiêu là người hát hay nhất. Trong khi tôi còn vác bài Buồn tàn thu đi lưu diễn ở trong Nam thì ở Hà Nội, chính nhờ ở giọng hát của Kim Tiêu mà những bài Thiên Thai, Trương Chi của Văn Cao được nổi tiếng. Một thằng bạn của tôi tên là Đặng Trần Vận mở ra ở phố Hàng Gai một phòng trà lấy tên là Thiên Thai, cái tên được đặt ra như vậy là vì tất cả dân chúng lúc đó đang ở trong tầm ảnh hưởng của bài hát rất trữ tình của Văn Cao. | ” |

Phố Hàng Bông xưa (thời Pháp thuộc) là nơi có khá nhiều nhà in, nhà sách, nhà báo:
- Nhà sách Cẩm Văn đường có từ đầu thế kỷ 20 tại số nhà 11, nhà báo Tân Thanh tạp chí ở 26, nhà sách Quốc Hoa số 41, nhà in Nghiêm Hàm số 58, nhà in Phúc Vĩnh Thành số 63, sau đổi là in Trung Bắc; nhà báo Đông Dương tạp chí cũng ở số 63 từ năm 1913. Lê Văn Phúc tách khỏi Phúc Vĩnh Thành lập riêng nhà in ở 18 rồi sau lại về 80 Hàng Gai.[4] Ông chủ hiệu sách Cẩm Văn đường sau này có mua nhà ở thôn Quan Thổ, tổng Hữu Nghiêm, huyện Thọ Xương; sau này ngõ đấy được đặt tên là ngõ Cẩm Văn.
- Nhà sách Tản Đà thư điếm số 58 (trước là toà soạn báo bán nguyệt san Hữu Thanh, ra số đầu tiên ngày 1 tháng 8 năm 1921)[9], nay là cửa hàng Vera trong ảnh bên
- Nhà in Tân Dân số 93 của nhà viết kịch Vũ Đình Long.[10][11] Số nhà 93 cũng là nơi đặt trụ sở các tạp chí: Tiểu thuyết thứ bảy, Phổ thông bán nguyệt san, Tao Đàn, Ích Hữu, Truyền bá...
- Cửa hàng trang sức hợp kim giả vàng Mỹ Ký ở số 118 với bảng tên hiệu "Mie Ky", sau này tên Mỹ Ký được đặt cho một ngõ ở cuối phố Bạch Mai
- Nhà in Mạc Đình Tư số 136, sau này có công ty in Thống Nhất tại đây.[4] Nhà in Mạc Đình tư chuyển cho con rể là nhà tư sản Lê Văn Tân tiếp tục phát triển nghề in,[12] sau này lại truyền cho con trai là Lê Văn Hân từ Pháp trở về với nghề in và thêm nghề đúc chữ.[13]
- Trường tiểu học mở tại số nhà 145 gần ngõ Hội Vũ.[14]
- Nhà sách Thanh Đức ở số nhà 175 Hàng Bông, những năm 50 của thế kỷ 20, nay đã chuyển sang số nhà 65. Theo lời của bà Cả, một bà già sống ở đây lâu năm[cần dẫn nguồn] thì đoạn ba số nhà 61, 63 và 65 Hàng Bông cùng vời ba số nhà đằng sau (số 20, 22 và 24 Chân Cầm) ngày xưa là do một cung phi của vua Thành Thái thải ra xây dựng nên. Vì bà là vợ vua nên không thường dân nào dám lấy, kết quả bà lấy một ông cố đạo người Y Pha Nho và xây dãy nhà này vào khoảng giữa thập niên 90 của thế kỷ 19 để cho thuê rồi sau đó bán đi.
- Nhà sách Đông Tây số 193, nhà báo Văn học tạp chí ở 195[4]

## Di tích
- Đình Kim Cổ (đền Phúc Hậu) ở số 2 thờ ông tổ nghề làm gương soi. Ông này vốn người hay làm phúc, hễ nhà nào có trẻ bị lạc thì ông đi tìm bằng được, nên được gọi là ông Phúc Hậu.[4] Bài vị tại đây ghi tên ông là Trần Nhuận Đình, đã từng đi sứ phương Bắc đời nhà Trần[2]}
- Trường Hàng Hài ở đoạn số nhà 12–14 Hàng Bông: do ông cử Kim Cổ tên là Ngô Văn Dạng phụ trách, chuyên dạy Hán học. Năm 1873, ông cử từng tổ chức một đội quân chống trả quân Pháp.[4]
- Đình Yên Thái ở ngõ Tạm Thương thờ Nguyên phi Ỷ Lan (1044?–1117). Cũng thờ bà chúa này còn có chùa Kim Cổ ở 73 Đường Thành, góc tiếp giáp với phố Hàng Bông.
- Đình Lương Ngọc ở số nhà 68, do dân di cư về đây dựng lấy tên theo gốc làng Lương Ngọc ở huyện Bình Giang, Hải Dương,[4] quê của nhà thơ Phạm Quý Thích[cần dẫn nguồn]
- Đình Kim Hội (đình Quy Long), góc đường Quán Sứ, do các nhà buôn bông dựng lên ở ngõ 95 Hàng Bông thờ Trần Hưng Đạo. Tại đây còn đôi câu đối:[2]

Tây Kết phấn binh uy, vạn cổ anh thanh kinh Bắc địa
Đông A lưu thánh tích, thiên thu linh ứng chấn Nam thiên
- Đền Thiên Tiên ở 120 thờ Lý Thường Kiệt. Bên ngoài có đền Tàu thờ Chư Vị.[4]
- Quán Vọng Tiên hay Vọng Tiên Lâu ở 120b, nơi thờ Lê Thánh Tông gặp tiên[4]
- Đình Đông Mỹ ở nhà số 127, do một nhóm lái buôn lớn lập ra để hội họp tế lễ.[16]

## Giao thông

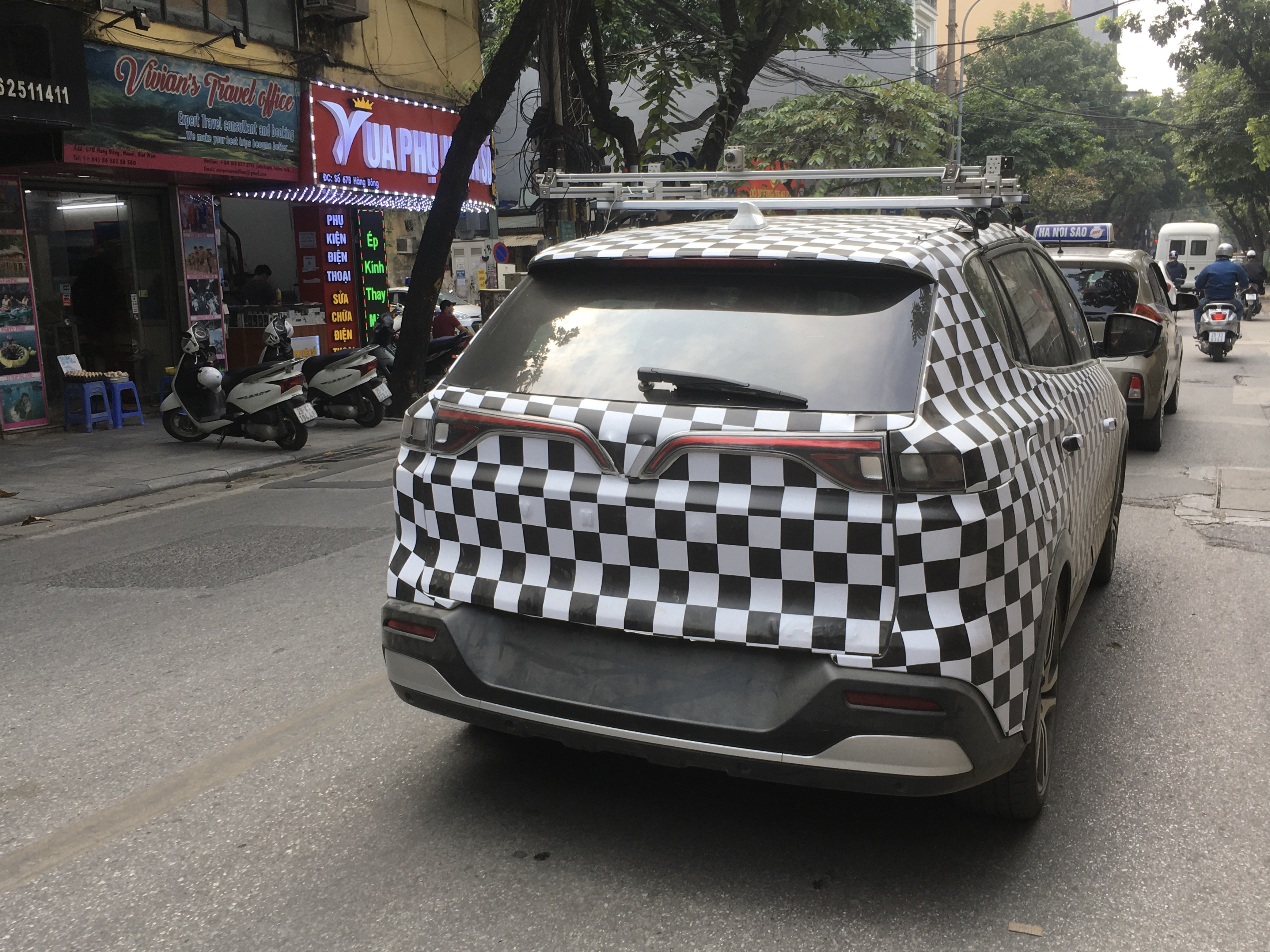
Xe ô tô điện chạy thử nghiệm trên phố Hàng Bông

Trước kia, khoảng cuối thế kỷ 19 đầu thế kỷ 20, Hà Nội đã bắt đầu phát triển hệ thống giao thông công cộng sử dụng năng lượng điện chạy trên đường ray sắt. Tuyến đầu tiên chạy nối Bờ Hồ – Thụy Khuê bắt đầu hoạt động từ ngày 13 tháng 9 năm 1900 và tuyến thứ hai từ ngày 10 tháng 11 năm 1901 nối Bờ Hồ – Hàng Gai – Hàng Bông – Cửa Nam – Sinh Từ (nay là Nguyễn Khuyến) vòng qua trước mặt Văn Miếu – Quốc Tử Giám – Hàng Bột (nay là Tôn Đức Thắng) – Thái Hà. Tuyến thứ hai này năm 1993 bỏ đoạn Cửa Nam – Sinh Từ – Văn Miếu, rẽ theo đường Nguyễn Thái Học ngày nay, vòng lưng Văn Miếu sang Hàng Bột. Hành khách mua vé hạng nhất được ngồi ngang, nhìn thẳng trên ghế đệm. Tất cả các tuyến tàu điện này đều đã được rỡ bỏ từ năm 1991, thay thế bằng xe buýt nội thành Hà Nội.
Hiện phố Hàng Bông cấm xe ôtô 1 chiều hướng từ góc phố Phùng Hưng đi về phố Hàng Gai (xe bus được phép hoạt động). Các tuyến xe bus hoạt động trên phố đến hết năm 2011 gồm số 9 và 14. Từ năm 2009, hai tuyến này không còn đi qua phố Hàng Bông nữa, chỉ có tuyến 23 đi phần đoạn cuối từ ngã sáu Cửa Nam đến cuối phố Phùng Hưng.

## Hình ảnh

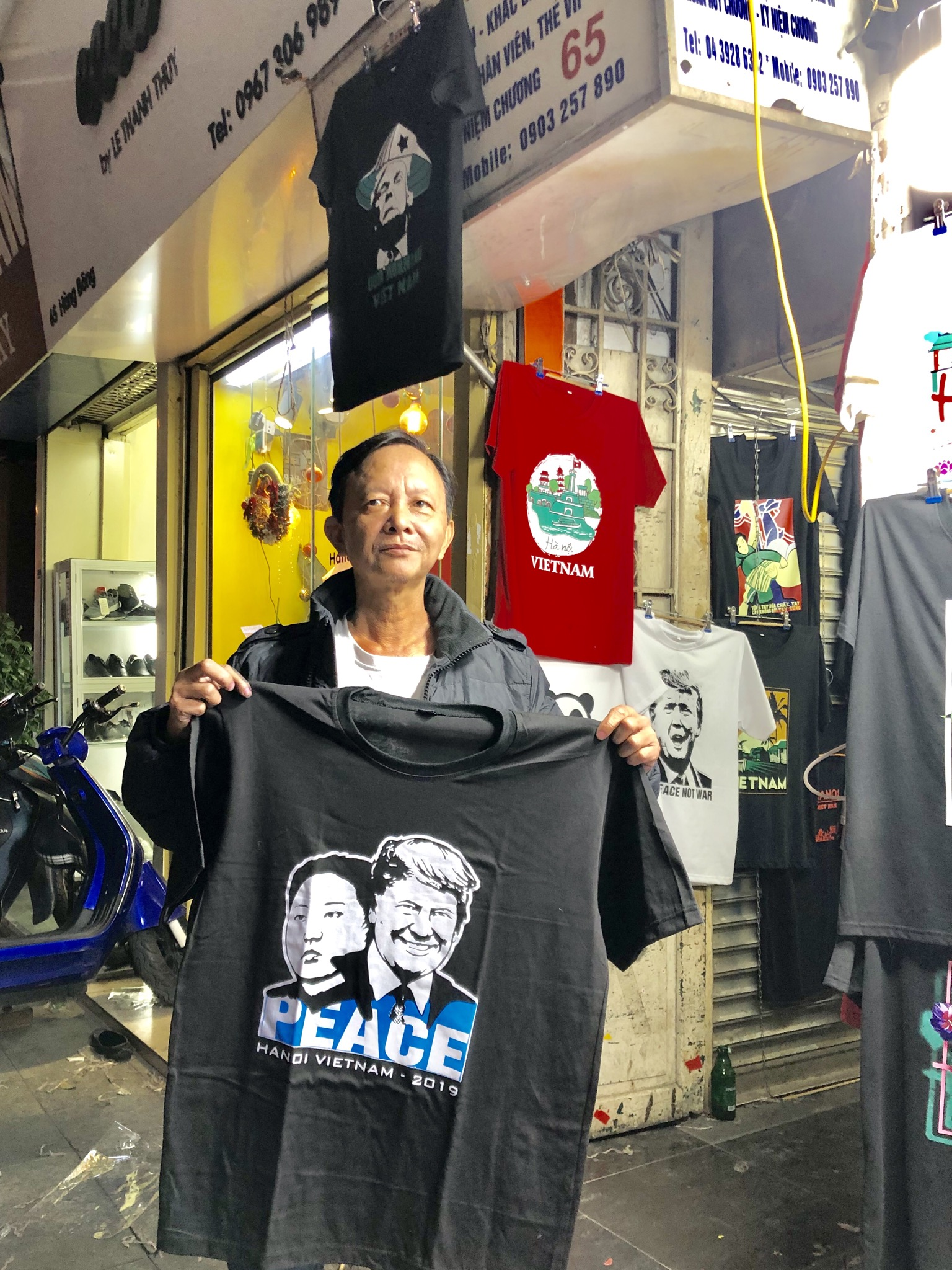
Hàng Bông chào đón Hội nghị Mỹ-Triều 2019 với áo phông in hình tổng thống Trump và Chủ tịch Kim
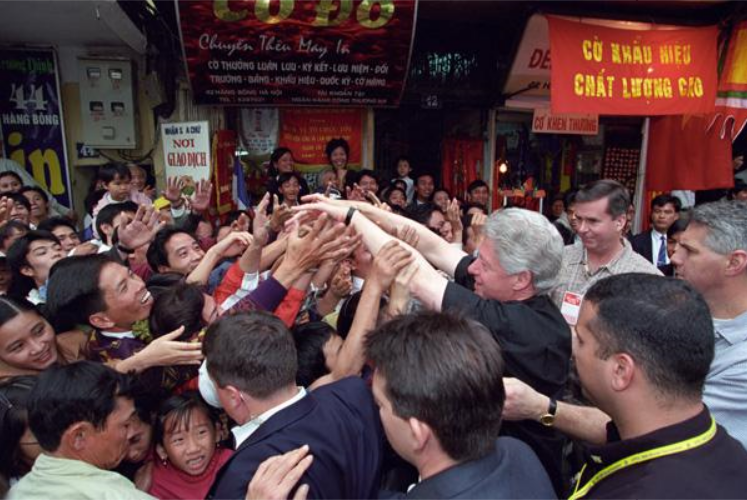
Tổng thống Bill Clinton năm 2000
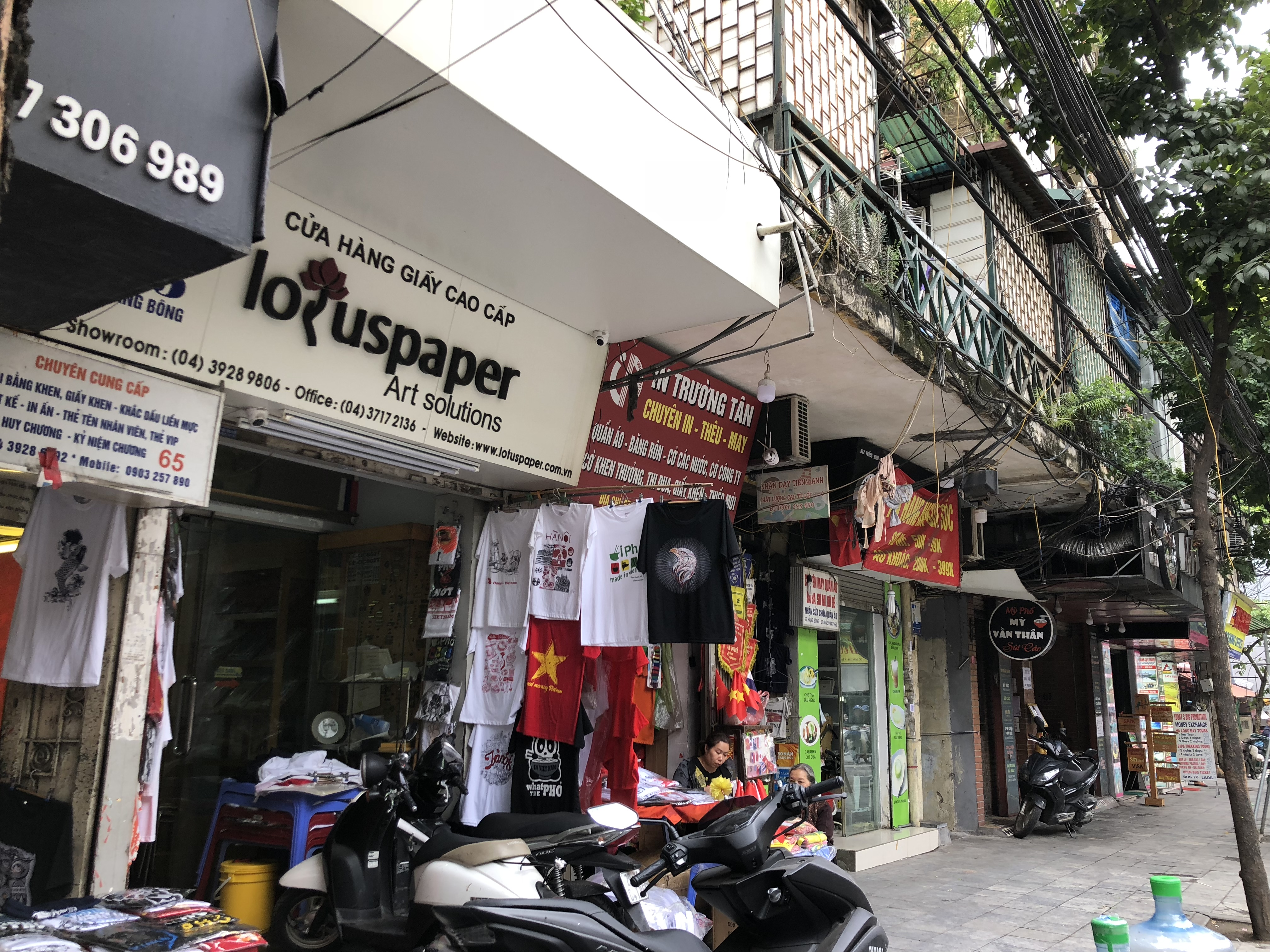
Các cửa hàng in ấn trên phố năm 2018
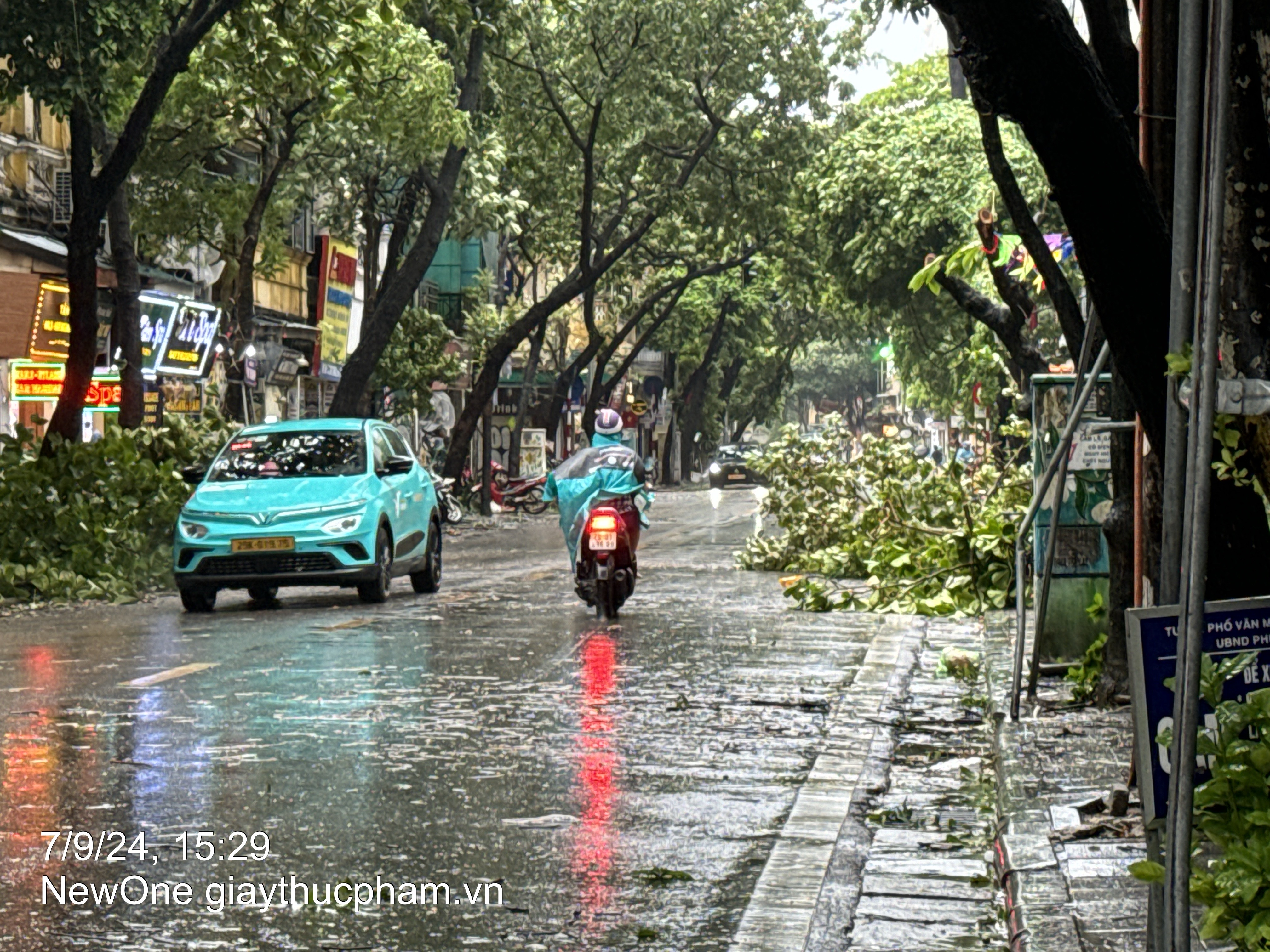
Bão Yagi (2024)